# Dominique Alderweireld
Dominique Alderweireld, bijgenaamd Dodo la Saumure, (Annœullin, 5 februari 1949) is een Franse pooier en seksclubeigenaar.
Alderweireld werd samen met zeven anderen vervolgd voor souteneurschap, mensenhandel, handel in cocaïne, valsheid in geschrifte en gebruik van valse stukken, witwassen en inbreuken op de sociale zekerheid in het kader van een misdaadbende tussen 2000 en 2009. In 2014 werd hij door het Hof van Beroep in Bergen (België) veroordeeld tot 5 jaar gevangenisstraf met uitstel, met uitzondering van de voorhechtenis, en een boete van 5.000 euro of twee maanden gevangenisstraf.
In 2011 trok Alderweireld veel aandacht toen hij leek voor te komen in het onderzoek naar voormalig IMF-topman Dominique Strauss-Kahn over seksfeestjes in hotels in Rijsel, waar voor Alderweireld prostituees geleverd zou hebben. Het parket in Kortrijk vermoedde dat hij prostituees had geleverd aan het netwerk. Strauss-Kahn zou zich daar hebben vertoond, en werd in verdenking gesteld voor pooierschap. In 2015 sprak de rechtbank Alderweireld en Dominique Strauss-Kahn echter vrij in de zaak over de seksfeestjes. Bij vervolgonderzoek bleek dat Dominique Alderweireld bordelen uitbaatte in Kuurne en Ronse, en de regio van Doornik. Hij werd voor de uitbating van prostitutiehuizen door de Kortrijkse rechtbank veroordeeld tot 30 maanden cel, waarvan 15 maanden voorwaardelijk. De rechter gaf hem ook een boete van 60.000 euro en liet zo’n 400.000 euro verbeurdverklaren.